# Scrophularia villosa
Scrophularia villosa là một loài thực vật có hoa trong họ Huyền sâm. Loài này được Pennell miêu tả khoa học đầu tiên năm 1923.